# Allocapnia nivicola
Allocapnia nivicola is een steenvlieg uit de familie Capniidae. De wetenschappelijke naam van de soort is voor het eerst geldig gepubliceerd in 1847 door Fitch.